# Straßenbahn Nagoya

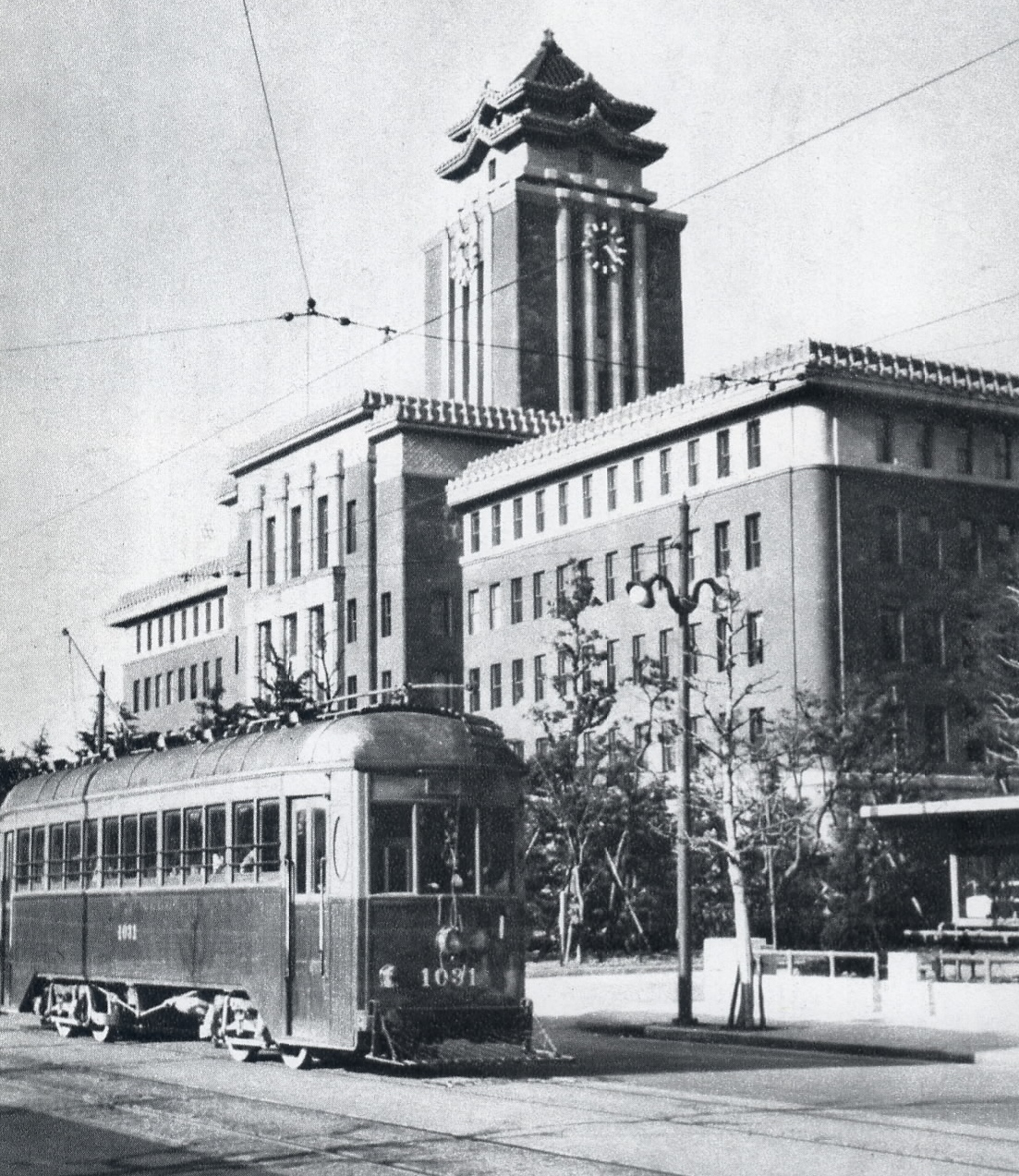
Rathausansicht Ende der 1930er-Jahre

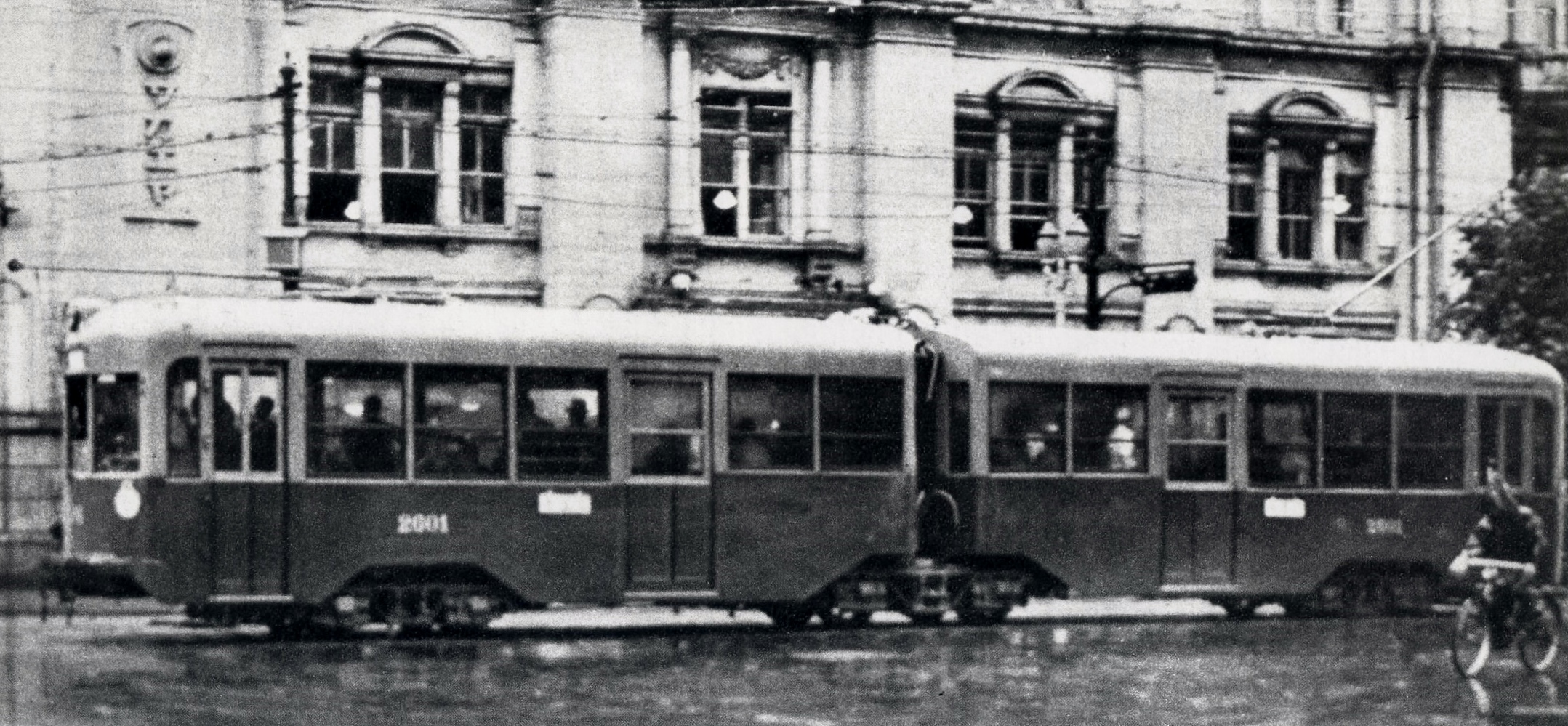
Gelenkwagen des Typs 2600 während der Kriegszeit an der Sakaemachi (栄町)

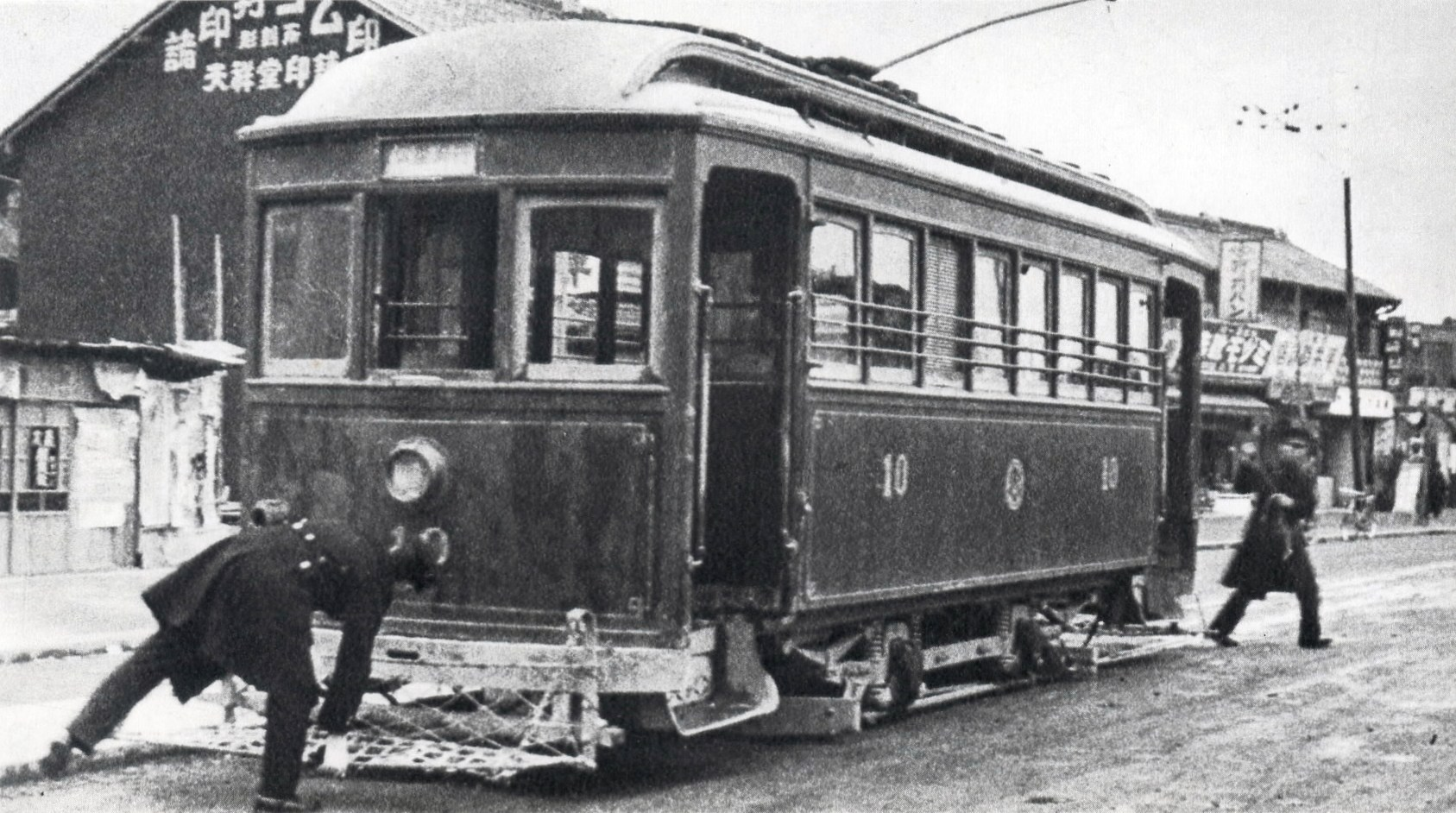
Triebwagen der Nakamura Denki-kidō in den 1930er-Jahren

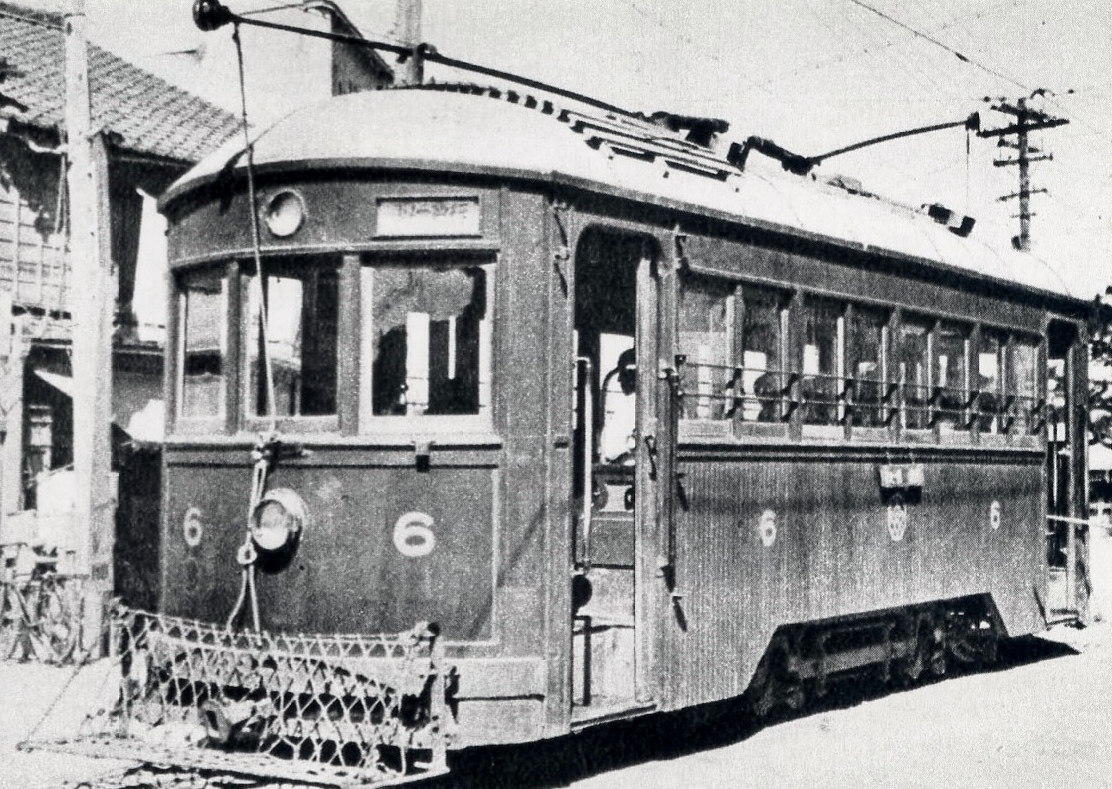
Triebwagen der Tsukiji Denki in den 1930er-Jahren

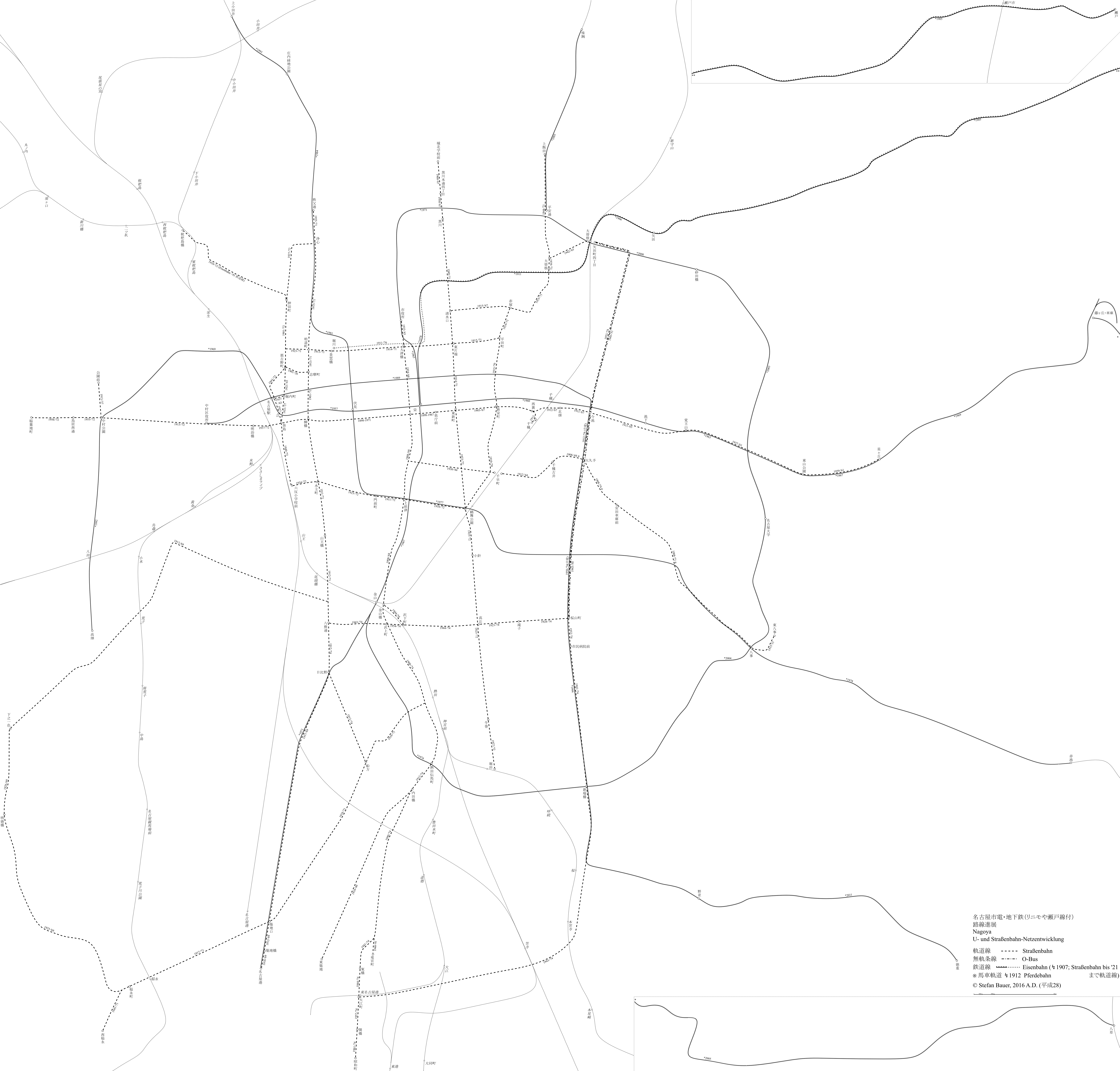
Netzentwicklung (durchgezogen = Bestand, unterbrochen/punktiert = stillgelegt)

Die Straßenbahn Nagoya bzw. Städtische Straßenbahn Nagoya (jap. 名古屋市電, Nagoya-shiden) war das Straßenbahnnetz der Stadt Nagoya auf der Insel Honshū in Japan.
Es wurde 1898 durch die Privatgesellschaft Nagoya Denki-tetsudō (名古屋電気鉄道) eröffnet, stetig erweitert und nach Übernahme durch die Stadt vom städtischen Verkehrsamt (名古屋市交通局, Nagoya-shi Kōtsū-kyoku) weiterbetrieben. Nach weiterem Netzausbau bis in die Nachkriegszeit wurde der Betrieb bis 1974 schrittweise eingestellt.
Nach dem Erfolg der ersten elektrischen Straßenbahn Japans in Kyōto entschloss sich die Gesellschaft Nagoya Denki-tetsudō, ihr ursprünglich als Pferdebahn geplantes Netz in Nagoya sogleich als Elektrische auszuführen und nahm 1898 den zweiten elektrischen Bahnbetrieb des Landes auf der Strecke von Sasashima (笹島) nahe dem Hauptbahnhof über 2,2 km zum Präfekturamt auf. Eine Besonderheit war der in den ersten Betriebsjahren angewandte landesuntypische Rechtsverkehr.
Als nächste wurde 1901 eine Linie von Yanagibashi (柳橋) nach Oshikirichō (押切町) als Ausgangspunkt eines Überlandbahnnetzes Richtung Nordwesten errichtet. Im Zuge dessen Fortentwicklung wurde der von dort aus 1910 errichtete Abschnitt bis Biwajimabashi (枇杷島橋) zwei Jahre später zur Eisenbahn umgewidmet; die Züge verkehrten aber bis 1941 weiterhin über Straßenbahngleise bis Yanagibashi.
Der weitere Ausbau lief zunächst zögerlich an. Die Ausgangslinie wurde 1903 bis Chikusa (千種) verlängert und erst ab 1908 konnten andere Strecken errichtet werden, welche größtenteils ein grobes Raster von Nord-, Süd- bzw. Ost-West-Linien in der Innenstadt formten. Vordringlich wurden auch die Hafengebiete im Süden angeschlossen. Übernommen wurde außerdem 1919 die Strecke der Atsuta Denki-kidō (熱田電気軌道), welche ab 1910 vom südlichen Atsuta in den Osthafen führte. So wuchs die Streckenlänge bis Ende 1921 auf 42,5 km an.
Die Kommunalisierung des Straßenbahnbetriebs gelang erst 1922; anders als in vergleichbaren Fällen in Japan ging nicht die gesamte ursprüngliche Betreibergesellschaft im städtischen Verkehrsbetrieb auf, sondern das seitdem als Meitetsu bekannte Unternehmen betreibt bis heute ein ausgedehntes Eisenbahnnetz im Ballungsraum Nagoya.
Der Ausbau wurde von der Stadt fortgeführt, jedoch blieb man immer hinter den großzügigen Planungen zurück – auch bedingt durch die Beeinträchtigungen des Pazifikkrieges.
1936/37 erfolgte die Eingliederung weiterer privatwirtschaftlicher Straßenbahnnetze am Stadtrand – nämlich der Nakamura Denki-kidō (中村電気軌道), deren Strecke westlich des Hauptbahnhofs seit 1913 bestand, der Shimonoishiki Densha-kidō (下之一色電車軌道) und Tsukiji Denki (築地電軌), die ab 1913 bzw. 1917 eine gemeinsame großräumige Halbringlinie westlich des Hafens betrieben (Fertigstellung 1926). Ebenso die Shinmikawa Tetsudō (新三河鉄道) mit ihrem ab 1908 als Pferdebahn in Betrieb gegangenen, 1912 elektrifizierten Netz im Osten.
Hiervon stellte man 1944 einen kurzen Abschnitt als Vorleistung für die geplante Umstellung auf O-Busbetrieb ein; dieser wurde 1943 auf 6,1 km aufgenommen, kam aber bis zu seiner Einstellung 1951 nie über die Strecke Higashi-Ōzone–Sakurayamachō (東大曽根〜桜山町) hinaus und sollte seinerseits von der Straßenbahn verdrängt werden.
Noch während des Krieges verlegte man die Trasse der früheren Atsuta Denki-kidō, um sie an eine neuerstellte große Tangente im Südosten anzuschließen. Nach Überwinden der Kriegsschäden erfolgte der weitere Netzausbau noch bis 1960, als mit über 106 km die größte Netzausdehnung erreicht wurde. Außerdem ergänzte ab 1957 die erste städtische U-Bahn-Linie den Nahverkehr. Aufgrund des fortschreitenden U-Bahnbaus und wegen der neuen autogerechten Verkehrspolitik folgten aber schon ab 1961 die ersten Streckeneinstellungen, die das Netz schrittweise schrumpfen ließen. Bis 1974 verblieben nur noch knapp 20 km Strecke, die Ende März 1974 mit dem Betrieb stillgelegt wurden.
Die Verkehrsleistungen übernahmen neben den mittlerweile vier U-Bahn-Linien Busse und einzelne Eisenbahnverlängerungen.
Das Verkehrsamt betreibt ein Nahverkehrsmuseum mit originalen Fahrzeugen und kostenlosem Eintritt.